# Bell Bay Provincial Park
Bell Bay Provincial Park är en park i Kanada.   Den ligger i provinsen Ontario, i den sydöstra delen av landet, 170 km väster om huvudstaden Ottawa. Bell Bay Provincial Park ligger 406 meter över havet.
Terrängen runt Bell Bay Provincial Park är huvudsakligen platt, men åt nordväst är den kuperad. Runt Bell Bay Provincial Park är det mycket glesbefolkat, med 3 invånare per kvadratkilometer.. 
I omgivningarna runt Bell Bay Provincial Park växer i huvudsak blandskog.